# جيريمياه ماهوني
جيريمياه ماهوني (26 يوليو 1880 بسيدني في أستراليا - 1 أغسطس 1966) (بالإنجليزية: Jeremiah Mahoney)‏ هو لاعب كريكت نيوزلندي. لعب مع Wellington cricket team ‏.

## وصلات خارجية
- جيريمياه ماهوني على موقع إي آس بي آن كريك إنفو (الإنجليزية)